# Чайлдс, Кларенс
Кларенс Честер Чайлдс (англ. Clarence Chester Childs; 24 июля 1883 — 16 сентября 1960) — американский легкоатлет, призёр Олимпийских игр.
Кларенс Чайлдс родился в 1883 году в Вустере, округ Уэйн штата Огайо. В 1912 году на Олимпийских играх в Стокгольме он завоевал бронзовую медаль в метании молота. В годы Первой мировой войны воевал в Европе, впоследствии работал инженером.